# 米窪明美
米窪 明美（よねくぼ あけみ 、1964年 - ）は、日本の皇室・有職故実研究者。東京都生まれ。学習院大学文学部国文学科卒業。学習院女子中・高等科の非常勤講師として勤務。
近現代皇室・宮廷のしきたりの考証・儀式作法を解明する研究、著作を刊行している。NHKスペシャルドラマ『坂の上の雲』でも、宮廷関係の時代考証に携わった。

## 著作
- 『明治天皇の一日　皇室システムの伝統と現在』 新潮新書、2006年
- 『明治宮殿のさんざめき』 文藝春秋、2011年／文春文庫、2013年
- 『島津家の戦争』 集英社インターナショナル、2010年／ちくま文庫、2017年
- 『天皇陛下の私生活　1945年の昭和天皇』 新潮社、2015年／新潮文庫、2018年